# The 4 Finger Club
Pour plus de détails, voir Fiche technique et Distribution.
The 4 Finger Club  est une série américaine de films pornographiques produite par les Studios New Sensations. 
Le titre de la série Le Club des 4 doigts fait allusion à la masturbation entre filles, car les 27 volets qui ont été produits ne montrent que des scènes de sexe lesbien. Près de 250 actrices différentes ont joué dans cette série.
En 2000, The Four Finger Club 2 a remporté l'AVN Award du meilleur film dans la catégorie « lesbiennes » (Best All-Girl Feature).

## Liste des films

### The 4 Finger Club de 01 à 10
- The 4 Finger Club 1 (1999 - 1 h 43)
  - scène 1 : Sydnee Steele & Wendy Divine
  - scène 2 : Gina Ryder & Lene
  - scène 3 : Amber Michaels & Torri
  - scène 4 : Taylor Moore & Tina Thomas
  - scène 5 : Daisy Chain & Jewel De'Nyle
- The 4 Finger Club 2 (1999 - 1 h 51)
  - scène 1 : Laura Black & Nakita Kash
  - scène 2 : Taylor Moore & Vivi Anne
  - scène 3 : Dolly Golden & Jewel De'Nyle
  - scène 4 : Natasha Blake & Sydnee Steele
  - scène 5 : Bonita Saint & Eva Mercedes
- The 4 Finger Club 3 (1999 - 1 h 52)
  - scène 1 : Alexandra Silk & Lisa Belle
  - scène 2 : Harmony Grant & Rebecca Lord
  - scène 3 : Jewel De'Nyle & Meagan Riley
  - scène 4 : Jennifer Leigh & Sydnee Steele
  - scène 5 : Kate More & Nakita Kash
- The 4 Finger Club 4 (1999 - 1 h 57)
  - scène 1 : Delaney Daniels & Felecia
  - scène 2 : Alexandra Silk & Elizabeth X.
  - scène 3 : Chandler & Cheyenne Silver
  - scène 4 : Melody Love & Sydnee Steele
  - scène 5 : Charmane Star & Jade Marcela
- The 4 Finger Club 5 (1999 - ?)
  - scène 1 : Teanna Kai & Jewel De'Nyle
  - scène 2 : Bamboo & Mia Smiles
  - scène 3 : Harley Raine & Leanni Lei
  - scène 4 : Clarissa & Eva
  - scène 5 : Bobbie Barren & Salina del Ray
- The 4 Finger Club 6 (1999 - 1 h 40)
  - scène 1 : Ginger Paige & Mariah Milano
  - scène 2 : Isabella Camille & Nikol
  - scène 3 : Barett Moore & Blair Segal
  - scène 4 : Cherry Mirage & Nina Whett
  - scène 5 : Jewel De'Nyle & Victoria Evans
- The 4 Finger Club 7 (1999 - 1 h 56)
  - scène 1 : Chandler & Nina Kornikova
  - scène 2 : Kaylynn & Rikki Lixxx
  - scène 3 : Dayton Rain & Justine Romee
  - scène 4 : Dyn-a-mite & Samantha Fox
  - scène 5 : April Flowers & Goldie McHawn
- The 4 Finger Club 8 (1999 - 1 h 51)
  - scène 1 : Heaven Leigh & Lee Ann
  - scène 2 : Cherry Lee & Julianna Sterling
  - scène 3 : Cassie & Jezebelle Bond
  - scène 4 : Alysin Embers & Stormy Dream
  - scène 5 : Jeanie Rivers & Tara
- The 4 Finger Club 9 (2000 - 1 h 50)
  - scène 1 : Keri Windsor & Skylar Knight
  - scène 2 : Amanda Rain & Gina Lynn
  - scène 3 : Kianna Dior & Shay Sights
  - scène 4 : Charlene Aspen & India
  - scène 5 : Jewel De'Nyle & Kelsey Heart
- The 4 Finger Club 10 (2000 - 1 h 44)
  - scène 1 : Adriana Sage & Gwen Summers
  - scène 2 : Giselle Yum & Jennifer Steele
  - scène 3 : Allysin Chaynes & Shay Sweet
  - scène 4 : Sophie Evans & Tara
  - scène 5 : Adajja & Samantha Sterlyng

### The 4 Finger Club de 11 à 20
- The 4 Finger Club 11 (2000 - ?):
  - scène 1 : Bailey et Vivian Valentine
  - scène 2 : Ashley Sage et Haven
  - scène 3 : Judith Kostner et Vanda Vitus
  - scène 4 : Michele Raven et Venus
  - scène 5 : Nomi et Syren Smiles
- The 4 Finger Club 12 (2000 - 1 h 42):
  - scène 1 : Miko Lee et Tasha Hunter
  - scène 2 : Febee et Layla Jade
  - scène 3 : Nina Kornikova et Sandy
  - scène 4 : Isabella Camille et Chrissy Sparks
  - scène 5 : Envy Mi et Salina del Ray
- The 4 Finger Club 13 (2000 - 1 h 48):
  - scène 1 : Barbie Belle et Sabrina Jade
  - scène 2 : Amber Ways et Felony
  - scène 3 : Jewell Marceau et Rachel Moore
  - scène 4 : Fawna et Casha Rae Allias
  - scène 5 : Holly Hollywood et Paige Sinclair
- The 4 Finger Club 14 (2001 - 1 h 50):
  - scène 1 : Linda Friday et Taylor St. Claire
  - scène 2 : Charmane Star et Luna Lane
  - scène 3 : Briana Banks et Sharon Wild
  - scène 4 : Zora Banx et Nina Ferrari
  - scène 5 : Jade Hsu, Keri Windsor et Mariesa Arroyo
- The 4 Finger Club 15 (2001 - ?): , 
  - scène 1 : Claudia Adkins et Giana
  - scène 2 : Celeste Crawford et Phoenix Ray
  - scène 3 : Daniella Rush et Sexual
  - scène 4 : Calli Cox, Haley Daniels et Jezebelle Bond
  - scène 5 : Jovan et Victoria Style
- The 4 Finger Club 16 (2001 - ?):
  - scène 1 : Brie et Laney Dee
  - scène 2 : Cheryl Dynasty et Drew Hurlie
  - scène 3 : Gauge et Hannah Harper
  - scène 4 : Angel et Tina Cheri
  - scène 5 : Jacynda et Luna Lane
- The 4 Finger Club 17 (2001 - ?):
  - scène 1 : Jassie et Stevie
  - scène 2 : Aztec et Zana
  - scène 3 : Majella et Victoria Woods
  - scène 4 : Isis Love et Joelean
  - scène 5 : Eden Black et Kay Lynn
- The 4 Finger Club 18 (2001 - 1 h 30):
  - scène 1 : Alexis Malone et Flick Shagwell
  - scène 2 : Danni et Fiona
  - scène 3 : Kylie Wylde et Monique Alexander
  - scène 4 : Ember et Monica Sweetheart
  - scène 5 : Ann Marie Rios et Jacynda
- The 4 Finger Club 19 (2001 - ?):
  - scène 1 : Trinity et Sylvia Laurent
  - scène 2 : Amber Michaels et Nikita Denise
  - scène 3 : Allisa et Logan LaBrent
  - scène 4 : Jenna Haze et Krystal Steal
  - scène 5 : Jessie J. et Mia Starr
- The 4 Finger Club 20 (2002 - ?): 
  - Distribution : Autumn Austin, Avery, Avy Scott, Desert Rose, Jenna Haze, Jewels Jade, Katie Morgan, Kylie Wylde, Natasha Dolling, Nikki

### The 4 Finger Club de 21 à 27
- The 4 Finger Club 21 (2002 - 1 h 36):
  - scène 1 : Angel Long et Ashley Long
  - scène 2 : Nikki Loren et Precious Girl
  - scène 3 : Aimee Tyler et Paris
  - scène 4 : Harlee et Cameron Cruz
  - scène 5 : Krystal Steal et Sky Lopez
- The 4 Finger Club 22 (2005 - 2 h 9):
  - scène 1 : Julia Bond et Tory Lane
  - scène 2 : Karina Kay et Penny Flame
  - scène 3 : Kylee King et Lexi Love
  - scène 4 : Majestic et Savannah James
  - scène 5 : Memphis Monroe et Nikki Hillton
- The 4 Finger Club 23 (2007 - 2 h 20):
  - scène 1 : Alektra Blue et Cayton Caley
  - scène 2 : Ariel X et Satine Phoenix
  - scène 3 : Kaiya Lynn et Tia Tanaka
  - scène 4 : Gianna Michaels et Roxy DeVille
  - scène 5 : Maya Hills et Riley Shy
- The 4 Finger Club 24 (2008 - 2 h 55):
  - scène 1 : Leighlani Red et Renae Cruz
  - scène 2 : Audrey Bitoni et Brooke Banner
  - scène 3 : Jessica Lynn et Samantha Ryan
  - scène 4 : Angelina Ash et Ashlynn Brooke
  - scène 5 : Kristina Rose et Lexi Belle
- The 4 Finger Club 25 (2008 - 2 h 13):
  - scène 1 : Faye Reagan et Nichole Heiress
  - scène 2 : Crista Moore et Shawna Lenee
  - scène 3 : Tori Black et Tristan Kingsley
  - scène 4 : Arika Foxx et Cassandra Calogera
  - scène 5 : Carmen McCarthy et Katarina Kat
  - bonus : Leighlani Red et Renae Cruz
- The 4 Finger Club 26 (2008 - 3 h 10):
  - scène 1 : Jaelyn Fox et Scarlett Fay
  - scène 2 : Sochee Mala et Sophia Santi
  - scène 3 : Crissy Moon et Nika Noir
  - scène 4 : Brynn Tyler et Megan Monroe
  - scène 5 : Megan Murray et Ruby Knox
  - bonus : Faye Reagan et Nichole Heiress
- The 4 Finger Club 27 (2009 - 2 h 39):
  - scène 1 : Jana Jordan et Teagan Presley
  - scène 2 : Heather Starlet et Sara Stone
  - scène 3 : Kirra Lynne et Sadie West
  - scène 4 : Ashlynn Brooke et Julia Ann
  - scène 5 : Brea Lynn et Mya Nichole
  - bonus : Anastasia Pierce et Nicole Moore

## Récompenses et nominations
- 2000: AVN Award - Best All-Girl Feature - The Four Finger Club 2[1]